# Stygocyathura specus
Stygocyathura specus is een pissebed uit de familie Anthuridae. De wetenschappelijke naam van de soort is voor het eerst geldig gepubliceerd in 1965 door Thomas Elliot Bowman III.